# Pascual de Andagoya
Pascual de Andagoya, in basco Paskual Andagoiakoa (Andagoia, 1495 – Cusco, 18 luglio 1548), è stato un condottiero spagnolo di origine basca.
Nacque nel villaggio di Andagoia, nella valle del Cuartango (Álava), in Spagna, lasciò il suo paese d'origine alla giovane età di 19 anni, per unirsi alla spedizione di Pedro Arias Dávila, il giorno 11 dell'aprile del 1514. Questa spedizione aveva l'obiettivo di colonizzare il Centroamerica.
L'avventura di Andagoya cominciò a Panama, che era la città che egli fondò nel 1519 con 400 coloni. In seguito si spostò sulla costa della Colombia fino ad arrivare a San Juan, dove prese il posto di governatore. Questo accadde quando Andagoya seppe dell'esistenza dell'Impero Incas, in un lontano territorio chiamato "Birù", o "Pirù". Nel 1522 egli tentò di conquistare questo impero, ma tutto finì con un miserabile fallimento.
Con il peggiorare della sua salute, a Panama Andagoya parlò con molti delle sue scoperte, in particolare di una terra molto ricca di oro e di argento chiamata "Perù". Questo fu l'incentivo che spinse Francisco Pizarro, Diego de Almagro e Hernando de Luque ad organizzare una spedizione alla conquista dell'Impero Incas.
Andagoya fu ricompensato nel 1539 da Carlo I, con il posto di rappresentante degli Indios. Nel 1540 si proclamò governatore della regione del Popayán, ruolo che mantenne fino al 1542, quando il legittimo governatore della regione Sebastián de Belalcázar rilevò la carica di Andagoya sotto numerosissime pressioni. Andagoya morì nel 1548 a Cusco.